# Karam Gaber
Karam Gaber (n. 1 septembrie 1979, Alexandria, Egipt) este un luptător ce a reprezentat Egipt, medaliat olimpic. A participat la 3 ediții ale Jocurilor Olimpice (2004, 2008, 2012) în care a câștigat o medalie de aur și o medalie de argint.